# Контраендорфин
Контраендорфин: [дисертација] је роман српског писца Светислава Басаре (1953) објављен 2020. године у издању "Лагуне" из Београда.

Контраендорфин је роман који је 2020. године добио НИН-ову награду.

## О аутору
Светислав Басара, романсијер, приповедач и драмски писац, је рођен 1953. године у Бајиној Башти. Аутор је више од двадесет књига – романа, збирки приповедака, драма и есеја. 
Добитник је многих домаћих и међународних књижевних награда. Двоструки је добитник је Нинове награде за романе Успон и пад Паркинсонове болести и Контраендорфин. Члан је Српског књижевног друштва.

## О књизи
Роман Контрендорфин се може сматрати наставаком књиге Андрићеве лествице ужаса и као биографија Иве Андрића. Описан је Андрићев самртни час, живот у Београду, и његово постајање Србином са свим моралним, емоцијалним и људским посрнућима.
У роману су хумор и хипербола главна пишчева оружја. Басара руши српске митове, националне величине и бардове, открива историјске и биографске контраверзе.
Све народе југоисточне Европе снашла је трагедија и аутор књиге сматра да је за то крив хормон несреће под називом контраендорфин. Жлeзде народа југоисточне Еуропе, каже Басара, луче контраендорфин, хормон несреће и смутње, из чега онда произлазе "јад, беда, чемерна историја тих народа". Најгори и најизопаченији, народ из тог дела света су Срби. Аутор углавном о њима и пише.
Басара је роман почео причом о великом писцу који је прешао из једне у другу националну књижевност, а завршио причом о жени која у сваком од два народа има превише крви оног другог народа. Током приповедања аутор скаче са теме на тему. И то скакање није банално. Од биографије писца до проблематике аутомобила и горива. Оно што је аутор хтео да предочи јесте да ли је на путовању које главни јунак романа предузима важније знати где је наредна бензинска пумпа или је битније да ли је писац преминуо 1975. или 1995. године.

## НИН-ова награда
Жири у саставу Теофилa Панчићa (председник), Марије Ненезић, Бранка Кукића, Ивана Миленковића и Марјана Чакаревића, одлучио је да за 67. НИН-ову награду критике за најбољи роман на српском језику, објављен у 2020. години, додели роману Контраендорфин.